# Enclisis balcanica
Enclisis balcanica är en stekelart som beskrevs av Bordera, Kolarov och Mazon 2007. Enclisis balcanica ingår i släktet Enclisis och familjen brokparasitsteklar. Inga underarter finns listade i Catalogue of Life.